# Noel Campbell
Noel Campbell (Dublino, 11 dicembre 1949 – 13 giugno 2022) è stato un calciatore e allenatore di calcio irlandese, di ruolo centrocampista.

## Carriera

### Club
Ha trascorso la sua carriera fra Irlanda (con St Patrick's e Shamrock Rovers) e 2. Fußball-Bundesliga in Germania, dove ha collezionato 194 presenze con il Fortuna Colonia tra il 1971 e il 1977.

### Nazionale
Ha esordito con la Nazionale irlandese il 30 maggio 1971 disputando l'amichevole persa 4-1 contro l'Austria.
Con la Nazionale irlandese ha disputato in totale 11 incontri ufficiali fra il 1971 ed il 1977, chiudendo la sua esperienza con un'espulsione pochi minuti dopo il suo ingresso in campo nel match di qualificazione per i Mondiali 1978 contro la Bulgaria il 1º giugno 1977.

## Statistiche
Statistiche aggiornate al 27 Dicembre 2018.

### Cronologia presenze e reti in nazionale
| Cronologia completa delle presenze e delle reti in nazionale ― Irlanda | Cronologia completa delle presenze e delle reti in nazionale ― Irlanda | Cronologia completa delle presenze e delle reti in nazionale ― Irlanda | Cronologia completa delle presenze e delle reti in nazionale ― Irlanda | Cronologia completa delle presenze e delle reti in nazionale ― Irlanda | Cronologia completa delle presenze e delle reti in nazionale ― Irlanda | Cronologia completa delle presenze e delle reti in nazionale ― Irlanda | Cronologia completa delle presenze e delle reti in nazionale ― Irlanda |
| Data                                                                   | Città                                                                  | In casa                                                                | Risultato                                                              | Ospiti                                                                 | Competizione                                                           | Reti                                                                   | Note                                                                   |
| ---------------------------------------------------------------------- | ---------------------------------------------------------------------- | ---------------------------------------------------------------------- | ---------------------------------------------------------------------- | ---------------------------------------------------------------------- | ---------------------------------------------------------------------- | ---------------------------------------------------------------------- | ---------------------------------------------------------------------- |
| 30-5-1971                                                              | Dublino                                                                | Irlanda                                                                | 1 – 4                                                                  | Austria                                                                | Qual. Euro 1972                                                        | -                                                                      | 46’                                                                    |
| 11-6-1972                                                              | Recife                                                                 | Iran                                                                   | 2 – 1                                                                  | Irlanda                                                                | Coppa d'Indipendenza Brasiliana                                        | -                                                                      |                                                                        |
| 18-6-1972                                                              | Natal                                                                  | Ecuador                                                                | 2 – 3                                                                  | Irlanda                                                                | Coppa d'Indipendenza Brasiliana                                        | -                                                                      |                                                                        |
| 21-6-1972                                                              | Recife                                                                 | Irlanda                                                                | 1 – 2                                                                  | Cile                                                                   | Coppa d'Indipendenza Brasiliana                                        | -                                                                      |                                                                        |
| 25-6-1972                                                              | Recife                                                                 | Portogallo                                                             | 2 – 1                                                                  | Irlanda                                                                | Coppa d'Indipendenza Brasiliana                                        | -                                                                      |                                                                        |
| 18-10-1972                                                             | Dublino                                                                | Irlanda                                                                | 1 – 2                                                                  | Unione Sovietica                                                       | Qual. Mondiali 1974                                                    | -                                                                      |                                                                        |
| 15-11-1972                                                             | Dublino                                                                | Irlanda                                                                | 2 – 1                                                                  | Francia                                                                | Qual. Mondiali 1974                                                    | -                                                                      | 64’                                                                    |
| 11-3-1975                                                              | Dublino                                                                | Irlanda                                                                | 1 – 0                                                                  | Germania Ovest                                                         | Amichevole                                                             | -                                                                      | 65’                                                                    |
| 24-3-1976                                                              | Dublino                                                                | Irlanda                                                                | 3 – 0                                                                  | Norvegia                                                               | Amichevole                                                             | -                                                                      |                                                                        |
| 9-2-1977                                                               | Dublino                                                                | Irlanda                                                                | 0 – 1                                                                  | Spagna                                                                 | Amichevole                                                             | -                                                                      |                                                                        |
| 1-6-1977                                                               | Sofia                                                                  | Bulgaria                                                               | 1 – 2                                                                  | Irlanda                                                                | Qual. Mondiali 1978                                                    | -                                                                      | 79’ 82’                                                                |
| Totale                                                                 |                                                                        | Presenze                                                               | 11                                                                     |                                                                        | Reti                                                                   | 0                                                                      |                                                                        |